# 张家口南站
张家口南站，初名沙岭子西站，位于河北省张家口市桥西区姚家房镇，是唐包铁路的一个车站，由中国铁路北京局集团有限公司张家口车务段管辖，2015年12月30日随唐张线建成并开通货运业务，但并未立即开通客运业务。2017年11月12日，因应京张城际铁路建设，张家口南站（今张家口站）封闭改造，原经由张家口南站的客货列车改经沙岭子西站，本站得以开通客运业务。而本站的首班旅客列车为2017年11月11日19时50分抵达该站的Y517次。2019年3月2日，本站更名为张家口南站，原张家口南站更名为张家口站，原张家口站停办所有客票业务。
2019年12月30日，因应张家口站（原南站）恢复客运业务，本站停止办理客运业务。

## 车站结构
沙岭子西站在启用时仅有张唐场一个站场，包括正线2条、上下行到发线各3条、接触网工区线、轨道车停留线，安全线各1条，站台2座。2017年，因应张家口南站改货运外迁工程，沙岭子西站开始在既有张唐场南侧建设京包场，该站场设到发线9条（含正线2条），预留到发线1条。沙岭子西站原本只有小型站房，后增建一座建筑面积2500平方米的候车大厅，并在车站南侧增建站前广场。